# Agano, Niigata
Agano (阿賀野市 Agano-shi) là thành phố thuộc tỉnh Niigata, Nhật Bản. Tính đến ngày 1 tháng 10 năm 2020, dân số ước tính thành phố là 40.696 người và mật độ dân số là 210 người/km2. Tổng diện tích thành phố là 192,7 km2.

## Địa lý

### Đô thị lân cận
- Niigata
  - Niigata
    - Kita
    - Kōnan
    - Akiha

  - Shibata
  - Gosen
  - Aga
  - Tagami